# Scott Goldblatt
Scott Daniel Goldblatt (Scotch Plains, 12 luglio 1979) è un ex nuotatore statunitense.
Specializzato nello stile libero, ha vinto la medaglia d'oro nella staffetta 4x200m sl ai Giochi olimpici di Atene 2004, gareggiando però solamente nelle qualificazioni e non in finale, e l'argento nella stessa gara a Sydney 2000.

## Palmarès
- Olimpiadi

Sydney 2000: argento nella 4x200m sl.
Atene 2004: oro nella 4x200m sl.
- Mondiali

Fukuoka 2001: bronzo nella 4x200m sl.
Barcellona 2003: argento nella 4x200m sl.
- Universiadi

Sicilia 1997: oro nella 4x200m sl e argento nei 200m sl.